# تومي بلاك
تومي بلاك (بالإنجليزية: Tommy Black)‏ مواليد 26 نوفمبر 1979 في إسكس، إنجلترا، هو لاعب كرة قدم إنجليزي. يلعب كلاعب وسط.

## مرحلة الشباب

### أندية لعب لها
- نادي آرسنال

## المسيرة الاحترافية

### أندية لعب لها
- نادي آرسنال
- كريستال بالاس
- ستيفيناغ بوروه
- نادي بارنت

## روابط خارجية
- تومي بلاك على موقع قاعدة بيانات كرة القدم.إي يو (الإنجليزية)
- تومي بلاك على موقع Soccerbase.com (لاعب) (الإنجليزية)
- تومي بلاك على موقع عالم كرة القدم.نت (الإنجليزية)